# Юрі Сезар
Юрі Сезар (порт. Yuri César, нар. 6 травня 2000, Волта-Редонда) — бразильський та еміратський футболіст, нападник еміратського клубу «Аль-Аглі» (Дубай). Виступав також за клуби «Фламенго» та «Форталеза». Чемпіон ОАЕ, володар Суперкубка ОАЕ.

## Ігрова кар'єра
Юрі Сезар народився 2000 року в місті Волта-Редонда, та є вихованцем юнацької команди футбольного клубу «Фламенго». У 2020 році був переведений до основної команди «Фламенго», проте в ній не заграв, і керівництво клубу відправило футболіста в оренду до клубу «Форталеза», де Сезар грав до 2021 року.
У 2021 році Юрі Сезар став гравцем еміратського клубу «Аль-Аглі» (Дубай), в якому швидко став гравцем основного складу, а в 2023 році отримав громадянство ОАЕ. У складі дубайської команди в сезоні 2022—2023 років Сезар став чемпіоном ОАЕ, а в 2024 році став володарем Суперкубка ОАЕ

## Титули і досягнення
- Чемпіон ОАЕ (2):

«Шабаб Аль-Аглі»: 2022-23, 2024-25
- Володар Суперкубка ОАЕ (2):

«Шабаб Аль-Аглі»: 2023, 2024
- Володар Кубка Президента ОАЕ (1):

«Шабаб Аль-Аглі»: 2024-25